# Neuilly-sous-Clermont
Neuilly-sous-Clermont [nœji su klɛʁmɔ̃] ist eine französische Gemeinde mit 1.591 Einwohnern (Stand 1. Januar 2022) im Département Oise in der Region Hauts-de-France. Die Gemeinde liegt im Arrondissement Clermont und ist Teil der Communauté de communes du Clermontois und des Kantons Mouy.

## Geographie
Die Gemeinde liegt rund fünf Kilometer südlich von Clermont im Westen der als Schnellstraße ausgebauten früheren Route nationale 16. Nachbargemeinden sind Clermont, Breuil-le-Vert, Rantigny, Cambronne-lès-Clermont, Ansacq und Agnetz. Zu Neuilly gehören die Weiler Auvillers und Lierval und die Wohnplätze Coutances und La Tuilerie.

## Geschichte
Eine Templerniederlassung wird erstmals im Jahr 1168 genannt. In Neuilly wurde im 13. Jahrhundert eine Pfarrei errichtet. Auvillers gehört seit 1825 zur Gemeinde.

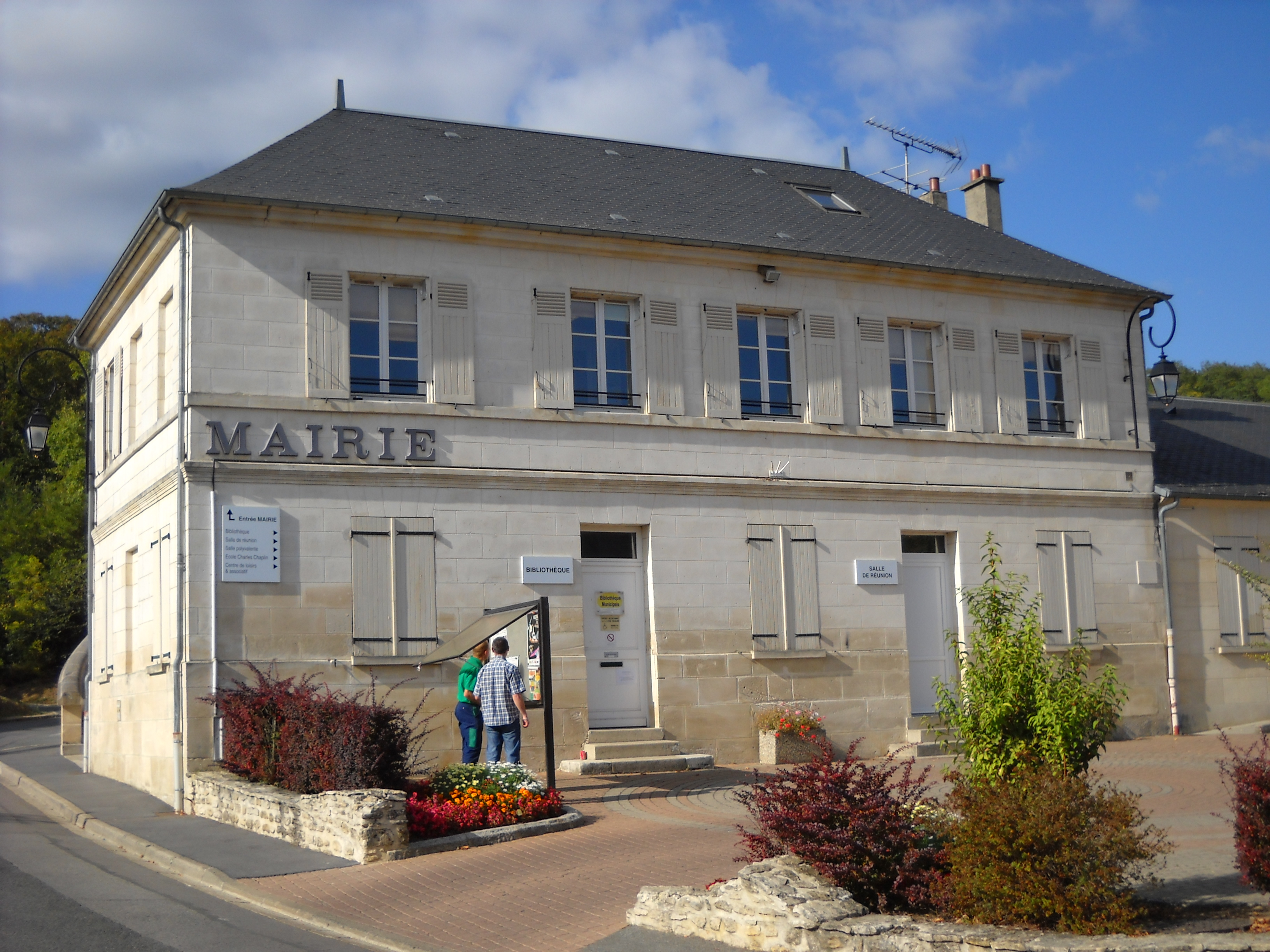
Mairie (Rathaus)

| 1793 | 1800 | 1806 | 1821 | 1831 | 1836 | 1841 | 1846 | 1851 | 1856 | 1861 | 1866 |
| ---- | ---- | ---- | ---- | ---- | ---- | ---- | ---- | ---- | ---- | ---- | ---- |
| 303  | 262  | 359  | 353  | 451  | 422  | 423  | 406  | 393  | 363  | 381  | 361  |
| 1872 | 1876 | 1881 | 1886 | 1891 | 1896 | 1901 | 1906 | 1911 | 1921 | 1926 | 1931 |
| 357  | 366  | 371  | 364  | 358  | 360  | 338  | 311  | 352  | 359  | 328  | 313  |
| 1936 | 1946 | 1954 | 1962 | 1968 | 1975 | 1982 | 1990 | 1999 | 2006 | 2012 |      |
| 307  | 375  | 392  | 507  | 510  | 1394 | 1419 | 1606 | 1685 | 1669 | 1686 |      |

## Verwaltung
Bürgermeister (Maire) ist seit 2001 Jean-Pierre Thieffaine.

## Sehenswürdigkeiten

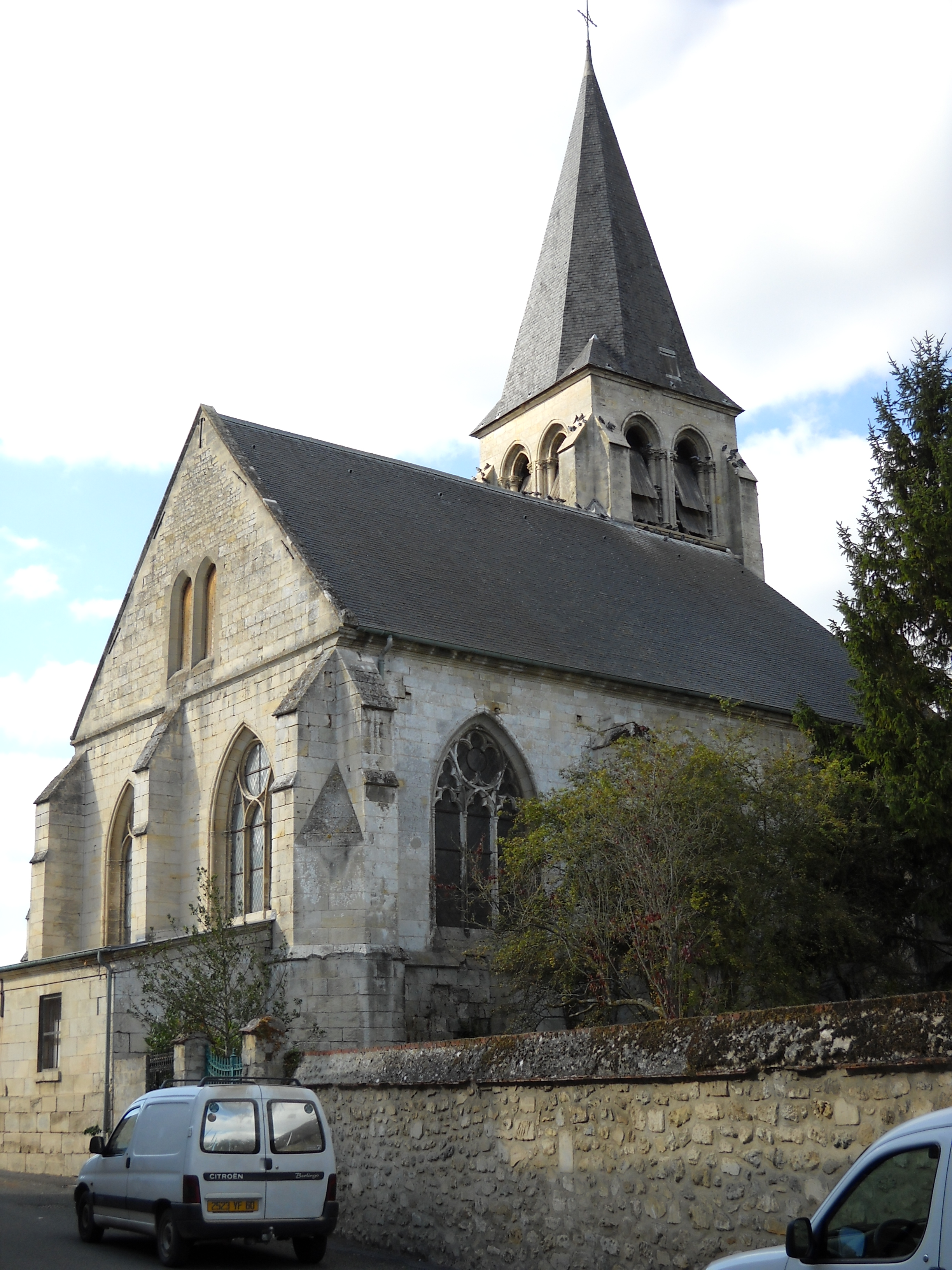
Chor der Kirche Notre-Dame-et-Saint-Fiacre

Plan der Kirche

- Kommende der Templer, nach der Aufhebung des Templerordens an die Malteser übergegangen, in der Nähe des Ortszentrums, mit einer Kapelle, einem 1562 vollendeten Gebäude und den Umfassungsmauern, seit 1913 als Monument historique klassifiziert.[2] Die Gärten sind im Vorinventar der bemerkenswerten Gärten eingetragen.[3]
- Kirche Notre-Dame-et-Saint-Fiacre, ehemalige Kapelle einer im 11. Jahrhundert gegründeten Augustinerpriorei, seit 1933 als Monument historique klassifiziert[4]
- Kapelle Saint-Jacques in Auvillers
- Schloss von Auvillers
- Garten des im 19. Jahrhundert abgebrochenen Schlosses von Coutances, im Vorinventar der bemerkenswerten Gärten eingetragen[5]
- Mehrere Kalvarienberge und ein Kreuz neben der Kirche
- Kriegerdenkmal

## Persönlichkeiten
- André Louis Elisabeth Marie Briche (1772–1825), General der Französischen Revolution und des Empire
- André Verchuren (1920–2013), populärer Akkordeonist und Widerstandskämpfer